# ماجستير في إدارة الفنادق
ماجستير في إدارة الفنادق (بالإنجليزية: Master of Business Administration (MBA) in International Hospitality Management)، شهادة تعطى من جامعة ومدة الدراسة تكون عامين وعلى الأغلب تكون ماجستير إدارة الأعمال في إدارة الفنادق.

## وصلات خارجية
- موقع جامعة إدارة الأعمال والفنادق في سويسرا Business & Hotel Management School - Switzerland.
- موقع الجامعة الدولية لإدارة الفنادق والسياحة في مدينة لوسيرن، سويسرا نسخة محفوظة 13 نوفمبر 2008 على موقع واي باك مشين. بالعربي.

## مواضيع مشابهة
- بكالوريوس في إدارة الفنادق.
- دبلوم عالي في إدارة الفنادق.
- ماجستير إدارة الأعمال.

## وصلات خارجية
- موقع جامعة إدارة الأعمال والفنادق في سويسرا Business & Hotel Management School - Switzerland.
- الدراسة في سويسرا.